# Mandelbaum
Der Mandelbaum (Prunus amygdalus, Synonym: Prunus dulcis (Mill.) D.A.Webb, nom. illeg. non Prunus dulcis Rouchy) ist eine Pflanzenart der Gattung Prunus in der Familie der Rosengewächse (Rosaceae). Seine Samen, die Mandeln, auch Mandelkerne genannt, werden als Nahrungsmittel und Kosmetikum genutzt.

## Etymologie
Der botanische Name Prunus entstammt dem lateinischen Namen für „Pflaume“, prunum, welches sich aus dem altgriechischen Wort προῦμνον proumnon herleitet. Der Artname amygdalus bezieht sich auf den Namen der Gattung, in die Linnaeus die Art ursprünglich einordnete. (Im Mittelalter wurde der Mandelbaum Amigdalus genannt).
Das deutsche Wort Mandel ist ein Lehnwort, das über das italienische mándorla auf lateinisch amygdala (auch amigdala) zurückgeht, dessen griechischer Ursprung ἀμυγδάλη amygdálē den Mandelbaum wie auch dessen Frucht bezeichnet. Die weitere Wortherkunft ist ungeklärt. Sprachliche Verwandtschaft besteht zu englisch almond, Französisch amande, Spanisch almendra und den entsprechenden Wörtern in weiteren Sprachen.

## Beschreibung

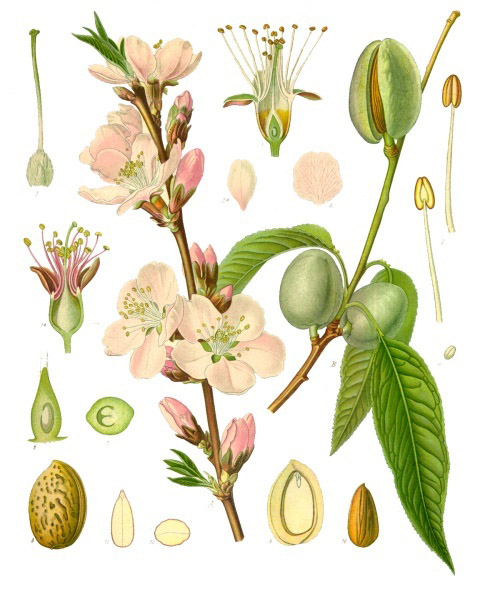
Illustration des Mandelbaumes (Prunus amygdalus); Köhler’s Medizinal-Pflanzen 1897

### Vegetative Merkmale
Prunus amygdalus wächst als sommergrüner, aufrechter, locker belaubter Baum oder Strauch und erreicht Wuchshöhen von (2 bis) 3 bis 8 (bis 11) Meter. Die Borke ist grau-braun, der Stammdurchmesser kann bis zu 100 Zentimeter betragen, die durchschnittliche Lebenserwartung beträgt ca. 70–80 Jahre, kann aber bis zu 150 Jahre betragen. Der Stamm junger Bäume weist eine ausgeprägte Ringelborke auf, im Alter wird sie unregelmäßig längsrissig. Die Rinde junger Zweige ist kahl, erst grün, dann rötlich, die der Vorjahreszweige ist bräunlich, später gräulich-braun bis gräulich-schwarz. Die Äste sind aufrecht oder horizontal ausgebreitet mit vielen kurzen Zweigen. Die bräunlichen, eiförmigen Winterknospen sind 3 bis 5 Millimeter lang und unbehaart.
Die dunkelgrünen, glänzenden Laubblätter sind verschieden angeordnet; an den vorjährigen Zweigen sind sie meist wechselständig, an den Kurztrieben sind sie einander genähert und oft in Büscheln konzentriert. Alle Blätter sind in Blattstiel und Blattspreite gegliedert. Der meist 1 bis 2, selten bis zu 3 Zentimeter lange, unbehaarte, rippige Blattstiel besitzt an seinem oberen Ende zwei bis vier gerundete Nektardrüsen. Die Blattspreite ist einfach, teils ungleich und 3 bis 8, selten bis 12 Zentimeter lang und 1 bis 3 Zentimeter breit, eilanzettlich bis lanzettlich und am oberen Ende spitz bis kurz zugespitzt, auch rundspitzig. Die Basis der Blattspreite ist keilförmig bis gerundet, der Blattrand ist feingekerbt bis -gesägt. Die Blattoberfläche hat anfangs eine leichte, weiche Behaarung, später verkahlt sie. Die Aderung ist gefiedert, der Hauptnerv ist ausgeprägt. Die jungen Blätter sind eingefaltet (conduplicat).

### Generative Merkmale

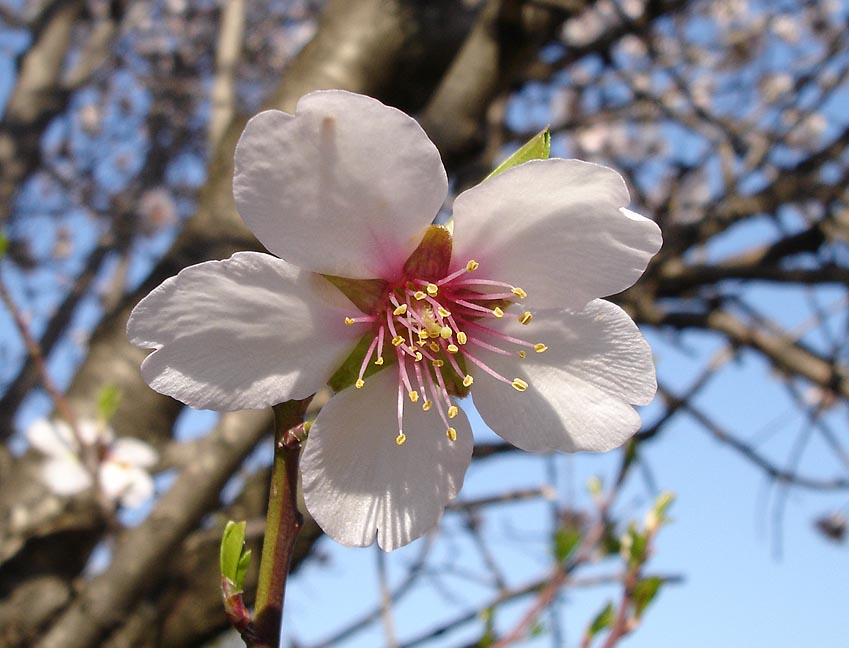
Typisch fünfzählige Blüte

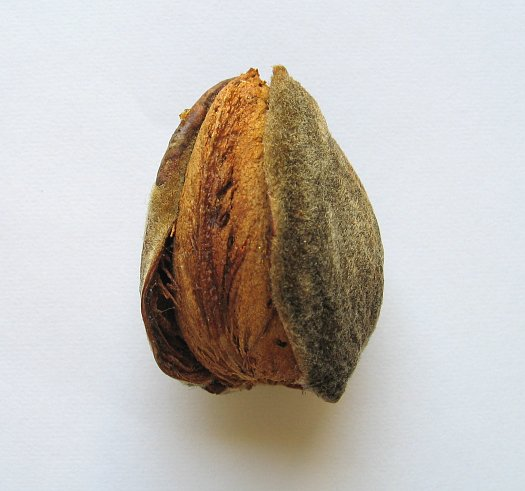
Aufgesprungene reife Steinfrucht mit fast bloßliegendem Putamen

Die vor der Laubentfaltung sich öffnenden Blüten stehen einzeln oder zu zweit. Die Blütezeit beginnt oft schon im Januar und reicht bis in den April. Der kahle, sehr kurze Blütenstiel ist anfangs 3 bis 4 Millimeter lang und vergrößert sich bis zur Fruchtreife auf 4 bis 10 Millimeter.
Die zwittrigen, radiärsymmetrischen, fünfzähligen Blüten besitzen ein doppeltes Perianth und sitzen auf einem becherförmigen Blütenbecher (Hypanthium). Dieser ist außen kahl, (selten 5 bis) 6 bis 8 Millimeter lang und 3 bis 5 Millimeter dick. Die fünf ganzrandigen, grün-rötlichen Kelchblätter sind 5 bis 6 Millimeter lang, eilanzettlich, spitzig bis stumpf, außen kahl und im Randbereich flaumig behaart. Die fünf freien, weißen bis rosafarbenen Kronblätter sind in eine stumpfe bis ausgerandete, verkehrteiförmige, elliptische bis rundliche Platte mit einer Länge von 1,2 bis 2 Zentimetern und einer Breite bis 1,7 Zentimeter und einen kurzen Nagel gegliedert. Die Blüten haben etwa einen Durchmesser von 3 bis 5 Zentimetern. Die vielen am Rand des Blütenbechers sitzenden Staubblätter sind ungleich lang, die Staubfäden sind rötlich bis weiß, mit gelben, dorsifixen Staubbeuteln. Der mittelständige, einkammerige Fruchtknoten mit zwei Samenanlagen ist dicht wollig behaart. Der Griffel ist länger als die Staubblätter, die Narbe liegt aber tiefer als die Staubbeutel.
Die fein graufilzig, samtig behaarten, anfangs hellgrünen, später dunkelbraunen, lederigen, festen Steinfrüchte sind seitlich abgeflacht, ungleich eiförmig bis schmaleiförmig und weisen eine Länge von 3 bis 5 cm und einen Durchmesser von 2 bis 3,5 cm auf. Das dünne, bräunliche, trockene und faserige sowie ungenießbare Mesokarp springt bei der Reife an der Bauchnaht mittig auf. Der beige, hellbraune Steinkern (Putamen) mit holzigem, dickem Endokarp ist seitlich abgeflacht und ungleich eiförmig, 2,5 bis 4 cm lang und ca. 2–3 cm breit und 3 bis 5 Gramm schwer, sprödhart, sehr hart bis weich. Die Bauchnaht ist bootförmig gebogen und mehr oder weniger bespitzt; die Rückennaht ist nur leicht gebogen; die Oberfläche ist glatt, gelöchert und wenig gefurcht. Die runzligen Samen (die Mandeln) besitzen eine dünne, orange-bräunliche Samenschale (Testa) und einen cremefarbenen Kern (Endosperm); sie sind seitlich abgeflacht, eiförmig, teils bespitzt, etwa 1,8–2,5 cm lang und 1,1–1,3 cm breit sowie 7–10 mm dick und 0,8–1,4 Gramm schwer; sie schmecken süß oder bitter. Die Früchte reifen von Juli bis August.
Der Mandelbaum ist diploid mit einer Chromosomenzahl von 2n = 16.
Der Mandelbaum gedeiht am besten in mediterranem Klima mit warmen, langen und trockenen Sommern und milden, kurzen, sowie feuchten Wintern mit kurzem Frost. Die optimale Temperatur liegt zwischen 15 und 30 °C. Er verträgt kurze, leichte Frühlingsfröste, aber keine Staunässe. Er bevorzugt durchlässige, humus- und nährstoffreiche, lehmige, sandige, leicht kalkhaltige Böden, welche die Feuchtigkeit gut halten. Der pH-Wert sollte in neutralem bis leicht saurem Bereich liegen. Er wächst bis in Höhen von 1800 Metern.

## Systematik

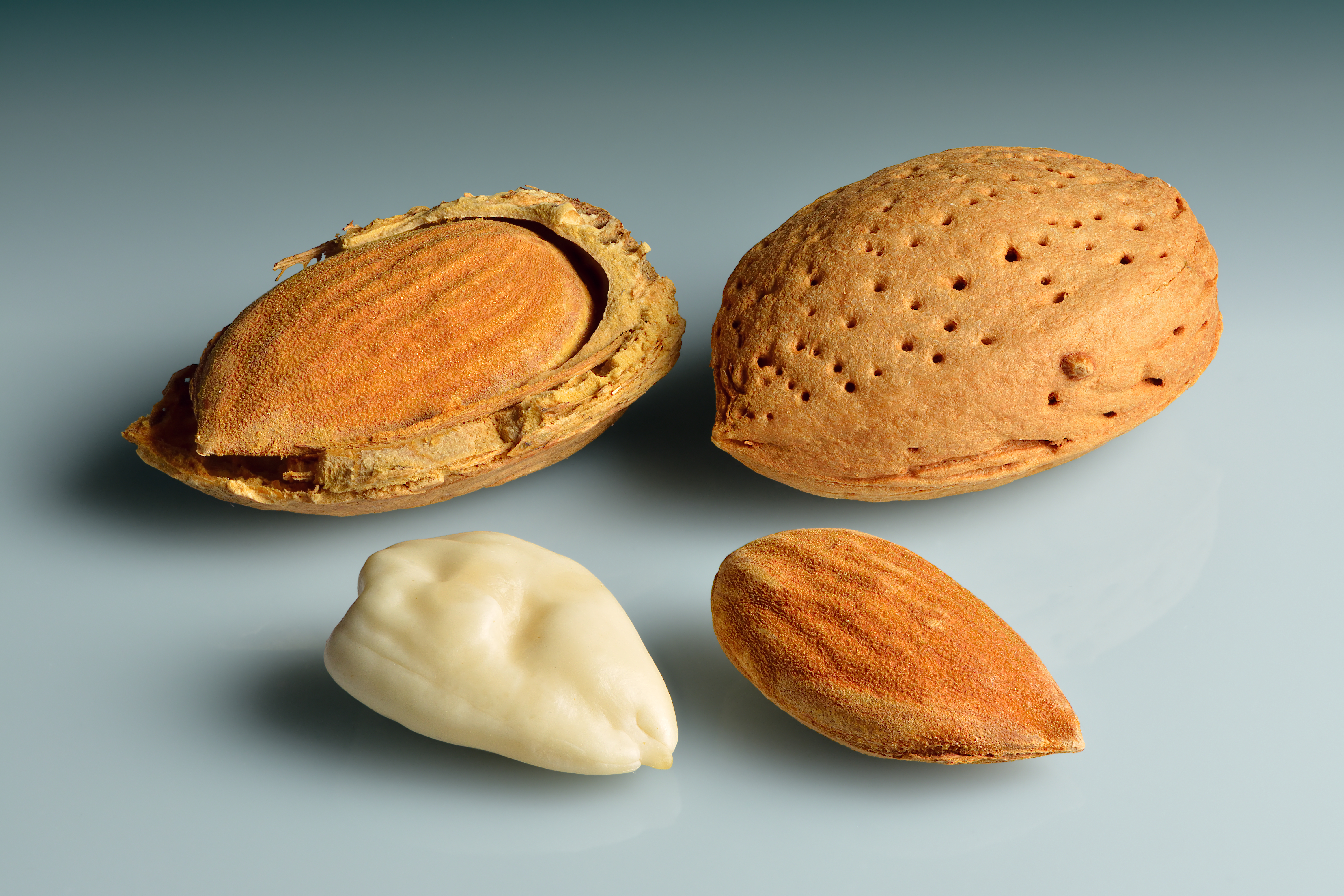
Aufgebrochener und verschlossener Steinkern mit Samen des Mandelbaums

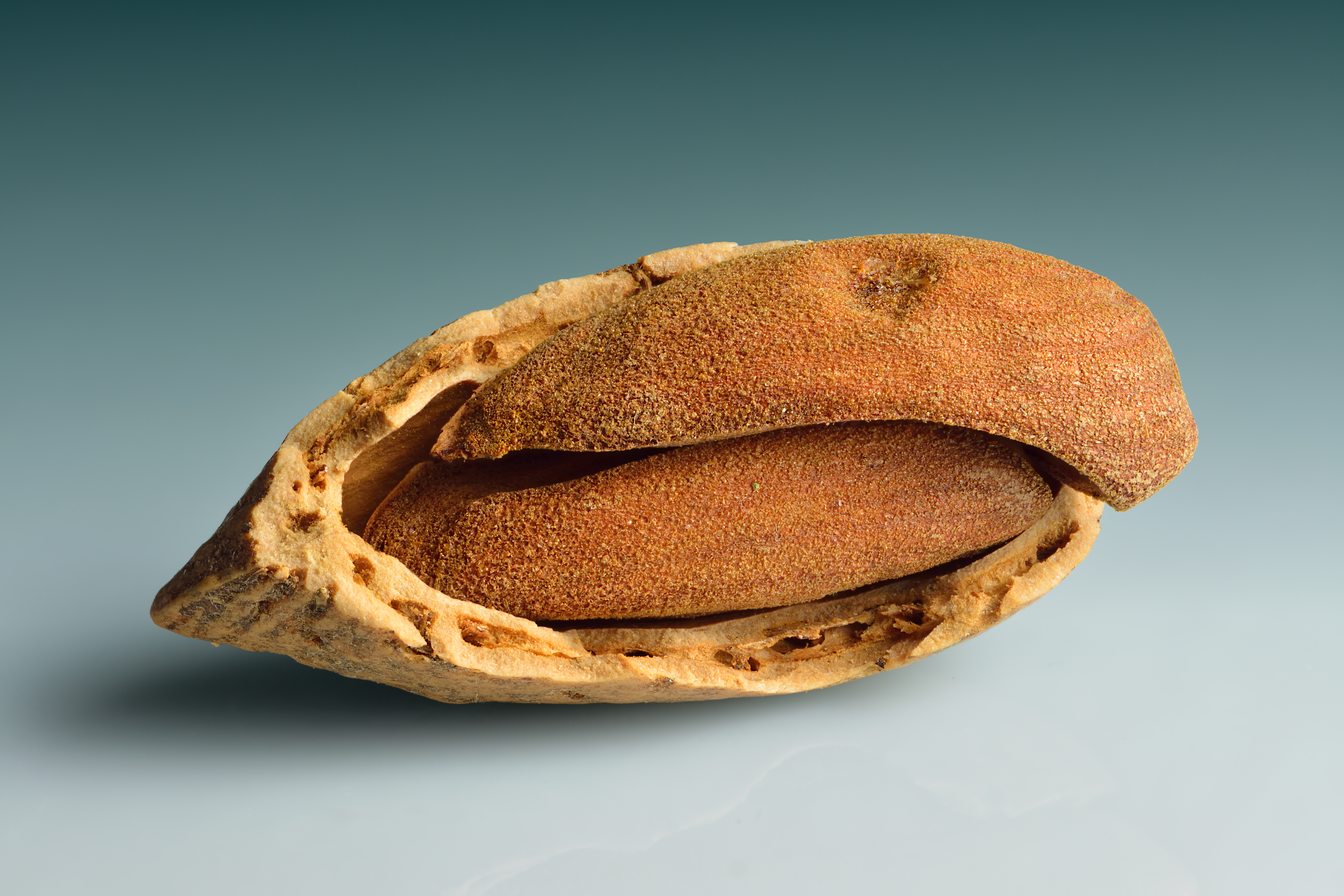
Die Frucht des Mandelbaums enthält manchmal zwei Samen

Der Mandelbaum gehört innerhalb der Gattung Prunus zur Untergattung Amygdalus, die von einigen Autoren auch als eigene Gattung Amygdalus behandelt wird. Der gültige wissenschaftliche Name der Mandel in der Gattung Amygdalus (Amygdalus communis L.) wurde 1753 durch Carl von Linné in Species Plantarum erstveröffentlicht. Unter Prunus steht die 1882 publizierte Kombination Prunus communis (L.) Arcang. jedoch nicht zur Verfügung, weil dieser Name das jüngere Homonym des 1778 entstandenen Namens Prunus communis Huds. ist, das als Synonym der Pflaume (Prunus domestica) zuzurechnen ist.
Das nächste verfügbare Epithet wurde 1768 von Philip Miller als Amygdalus dulcis Mill. eingeführt; die Kombination Prunus dulcis wurde aber erst 1967 durch David Allardice Webb veröffentlicht, und auch dieser Name war damals schon ein jüngeres Homonym, in diesem Fall von einem bereits 1878 durch L'Abbé Rouchy veröffentlichten Namen für eine Kirsche. Die älteste verfügbare Kombination is also Prunus amygdalus, von August Batsch 1801 publiziert.
Weitere Synonyme für Prunus amygdalus Batsch sind: Amygdalus amara Duhamel, Amygdalus sativa Mill.
Varietäten
Die Art Prunus amygdalus (= Kulturmandel) unterteilt sich in mindestens drei Varietäten:
- Prunus amygdalus var. dulcis = Süßmandel mit süß schmeckenden Samen (früher amygdalae dulces genannt)
- Prunus amygdalus var. fragilis (Borkh.) Buchheim = Krachmandel mit süß schmeckenden Samen, mit dünner, brüchiger Schale
- Prunus amygdalus var. amara (DC.) Buchheim = Bittermandel mit bitter schmeckenden, schon in kleineren Mengen giftigen Samen (früher amygdalae amarae genannt). Sie enthalten das Gift Amygdalin, aus dem durch das Enzym β-Glucosidase sehr giftige Blausäure (HCN) entsteht.

## Natürliche Verbreitung und Standort
Der Mandelbaum stammt mit hoher Wahrscheinlichkeit aus Südwestasien; seine natürlichen Standorte sind Gebüsche an sonnigen Hängen auf steinigen Böden in einer Höhenlage von 700 bis 1700 m. Die Wildvorkommen reichen von der Levante über Nord- und Ost-Anatolien, Süd-Kaukasien, Nord-Irak, Iran bis Süd-Turkmenistan, Kirgisistan und Usbekistan. Allerdings ist die Unterscheidung von Wild- und verwilderten Vorkommen schwierig.
In Deutschland wurden Mandelbäume traditionell in der Vorderpfalz angebaut und die Mandelernte erwerbsmäßig bis etwa 1940 betrieben. Dabei wurden die Sorten in Krachmandeln mit poröser, leicht zu knackender Schale und hartschalige Steinmandeln unterschieden.
Darüber hinaus reift die Mandel in Mitteleuropa in Weinanbaugebieten: Dort wurde sie wahrscheinlich zusammen mit dem Wein von den Römern eingeführt. Eine deutsche Sorte ist die Dürkheimer Krachmandel.

## Wirtschaftliche Bedeutung
Im Jahr 2022 wurden weltweit 3.630.428 Tonnen Mandeln (mit Schale) geerntet. Die zehn größten Produzenten ernteten gemeinsam 89,0 % der Welterntemenge. Die Vereinigten Staaten von Amerika ernteten allein 51,2 %.
Die Erntemengen 2022 laut Faostat, der Statistikabteilung der Welternährungsorganisation FAO:
| Produktionsland     | Menge in t |
| ------------------- | ---------- |
| Vereinigte Staaten  | 1.858.010  |
| Australien          | 360.328    |
| Spanien             | 245.990    |
| Türkei              | 190.000    |
| Marokko             | 175.763    |
| Volksrepublik China | 104.000    |
| Iran                | 88.561     |
| Italien             | 74.590     |
| Tunesien            | 70.000     |
| Afghanistan         | 64.000     |
| Summe Top Ten       | 3.231.242  |
| restliche Länder    | 399.186    |

## Nutzung

Strukturformel von D-Amygdalin, ein giftiges, Blausäure abspaltendes Glycosid

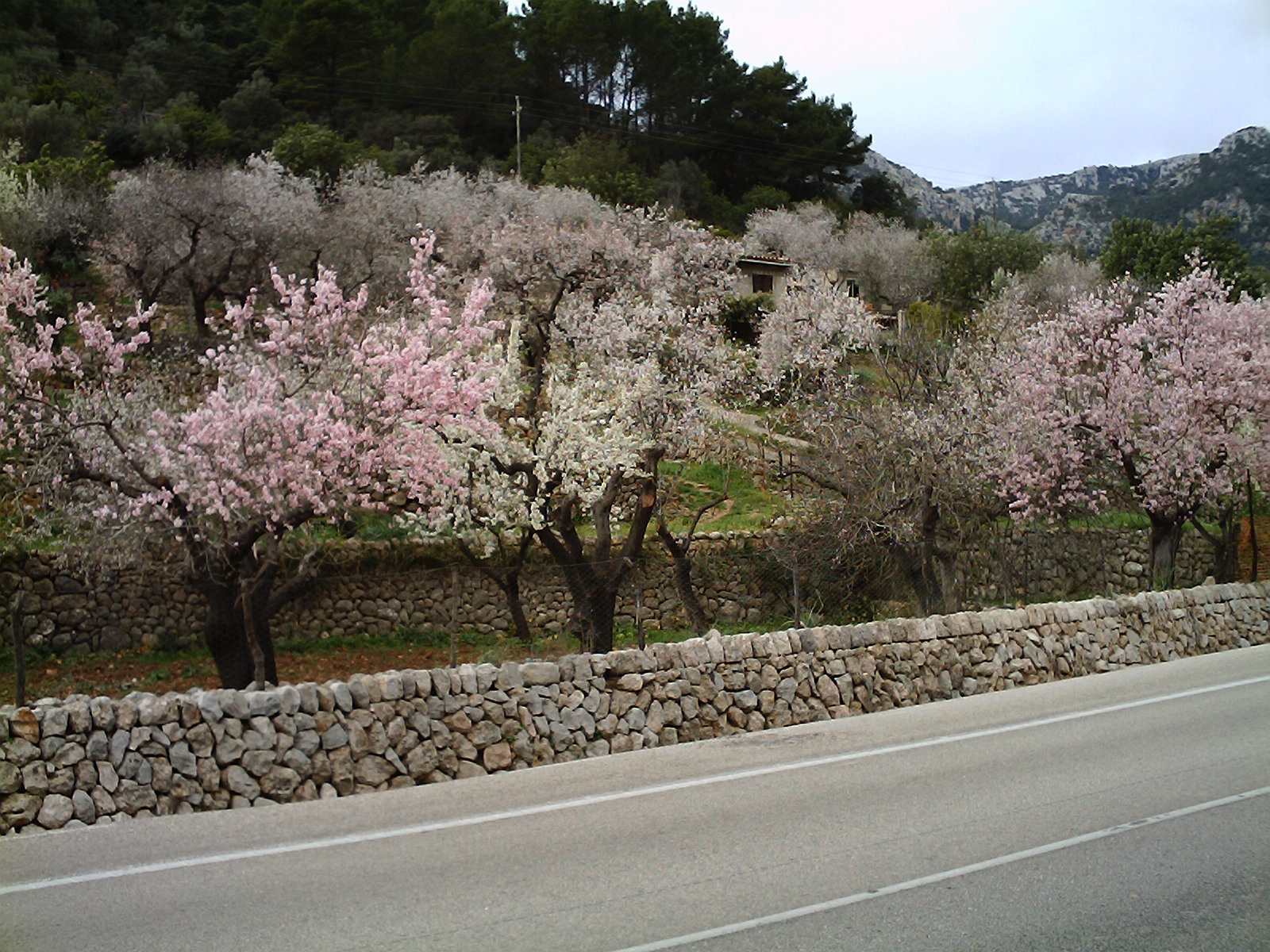
Kleine Anbaufläche

Man unterscheidet zwischen der süßen Mandel, der Krachmandel und der bitteren Mandel. Süße Mandeln haben eine zimtbraune, raue Haut. Das Abziehen dieser Haut wird durch Überbrühen der Mandeln mit kochendem Wasser (Blanchieren) erleichtert. Mandeln werden zum Rohgenuss, für Mehlspeisen, zum Dekorieren (Splitter, Blätter), zum Füllen von Oliven und zur Herstellung von gebrannten Mandeln, Likören und Marzipan verwendet. Bittere Mandeln sind zum Rohgenuss nicht geeignet, da sie Amygdalin, ein blausäureerzeugendes Glykosid, enthalten. Krachmandeln wiederum sind aufgrund ihrer leicht zu knackenden Schale zum Rohverzehr vor allem in der Weihnachtszeit beliebt.
Der Mandelbaum wird seit rund 4.000 Jahren kultiviert. Angepflanzt wird er heute hauptsächlich in den Vereinigten Staaten (Kalifornien) sowie im Mittelmeerraum, außerdem in Pakistan und im Iran. Die US-Produktion stammt zu 100 % aus Kalifornien, wo der Erhalt der Mandelplantagen aufgrund der zunehmenden Wasserknappheit immer schwieriger wird, da für den Anbau von einem Kilogramm Mandeln bis zu 15.000 Liter Wasser benötigt werden.
Der französische Anbau setzt sich zusammen aus den Sorten Ferragnès (ungefähr 60 %) und Ferraduel (ungefähr 30 % der Produktion). Letztere wird in Anbetracht ihrer flachen Form hauptsächlich für die Herstellung von Dragées benutzt. Diese Früchte sind gegen Mitte September reif. Unter außereuropäischen Sorten ist die am meisten vermarktete Mandel die Nonpareil-Mandel mit kalifornischem Ursprung. An Mandeln aus Spanien ist vor allem die Marcona berühmt; alle anderen Kategorien werden unter dem Namen Valencia vermarktet. In Italien findet man besonders die Avola.

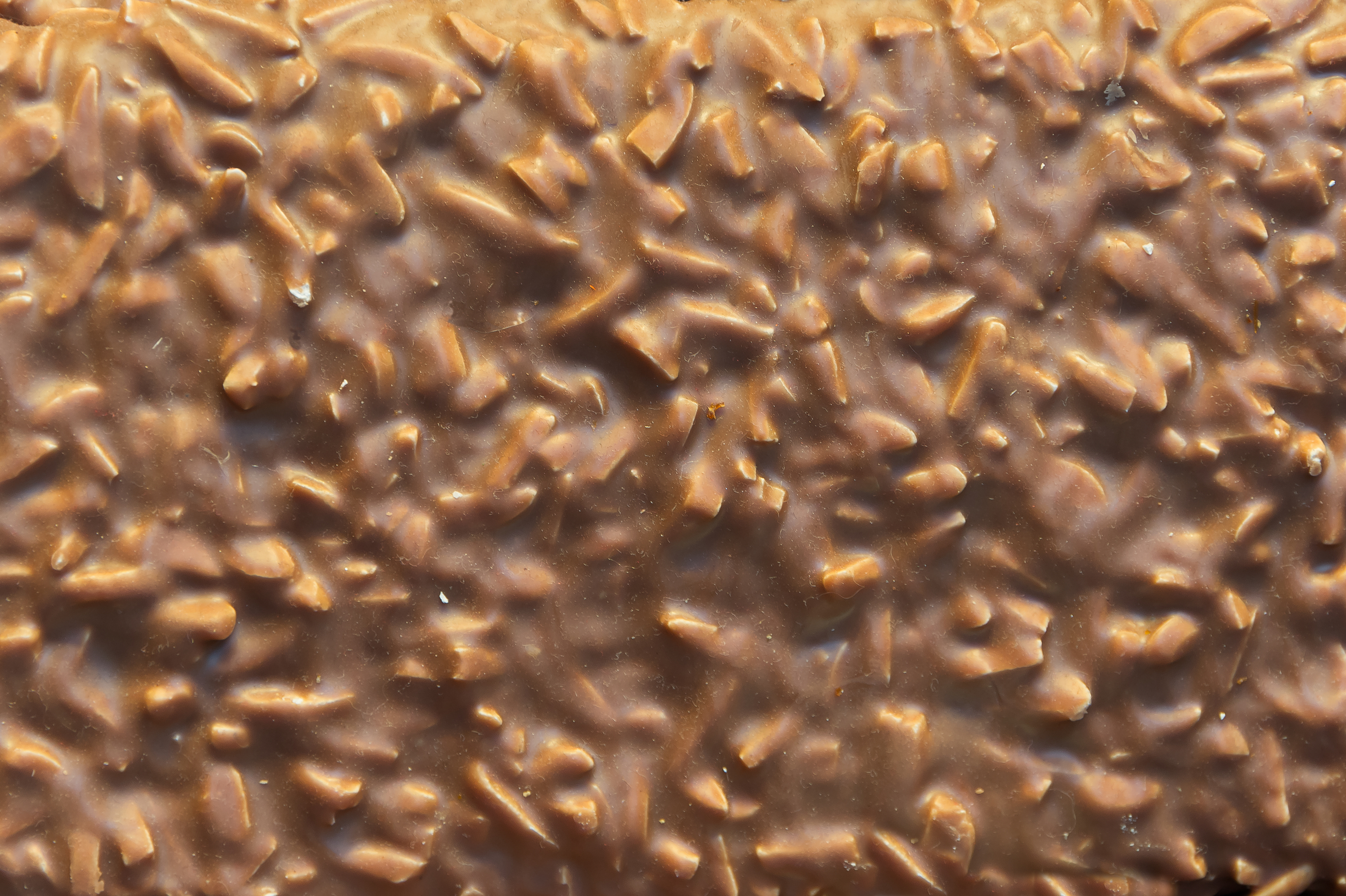
Vollmilchschokolade mit Mandeln

Unter den französischen Mandeln symbolisiert die Mandel Aï die Krönung; sie wächst in der Provence. Diese alte, seit mehr als 100 Jahren kultivierte Sorte wird von den Konditoren sehr geschätzt, da sie sehr süß ist. Momentan reserviert sich ein einziger Konditor die ganze Produktion. Das Gleiche gilt für die Ferrastar, die von nur einem einzigen Schokoladenfabrikanten aufgekauft wird. Leichter auf dem Markt zu finden ist die ebenfalls sehr geschätzte Ferragnès-Mandel mit einem guten, süßen Geschmack. Sie eignet sich für zahlreiche Verarbeitungen. Die Avola-Mandel ist sehr beliebt und findet für ihr parfümiertes Aroma Beachtung. Sie wird hauptsächlich in Dragées verarbeitet. Man kann sie mit der Marcona vergleichen, einer kleinen spanischen Mandel mit typischem Geschmack, die man unter anderem für Nougats und Turróns verwendet.

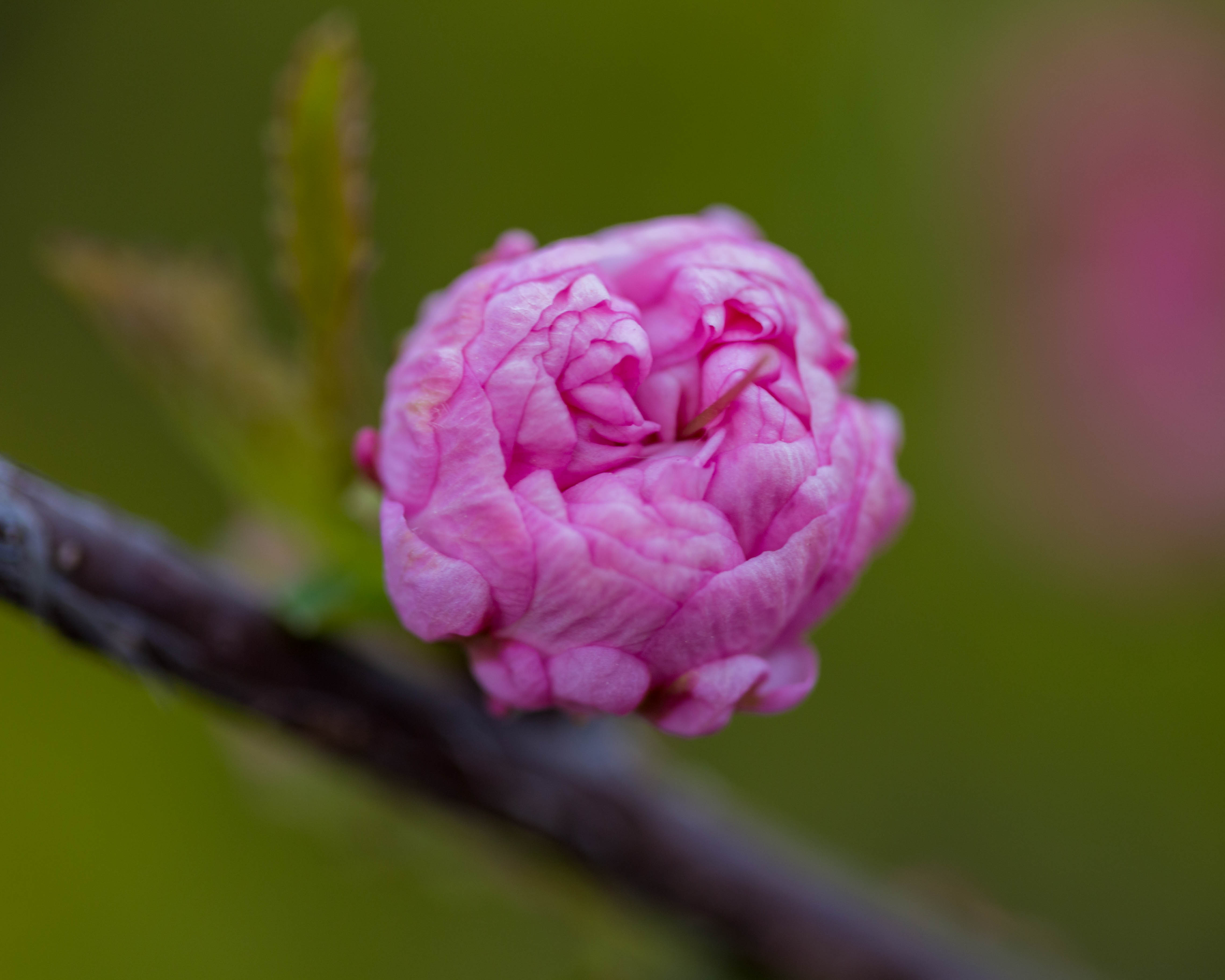
Blütenknospe des Mandelbaumes
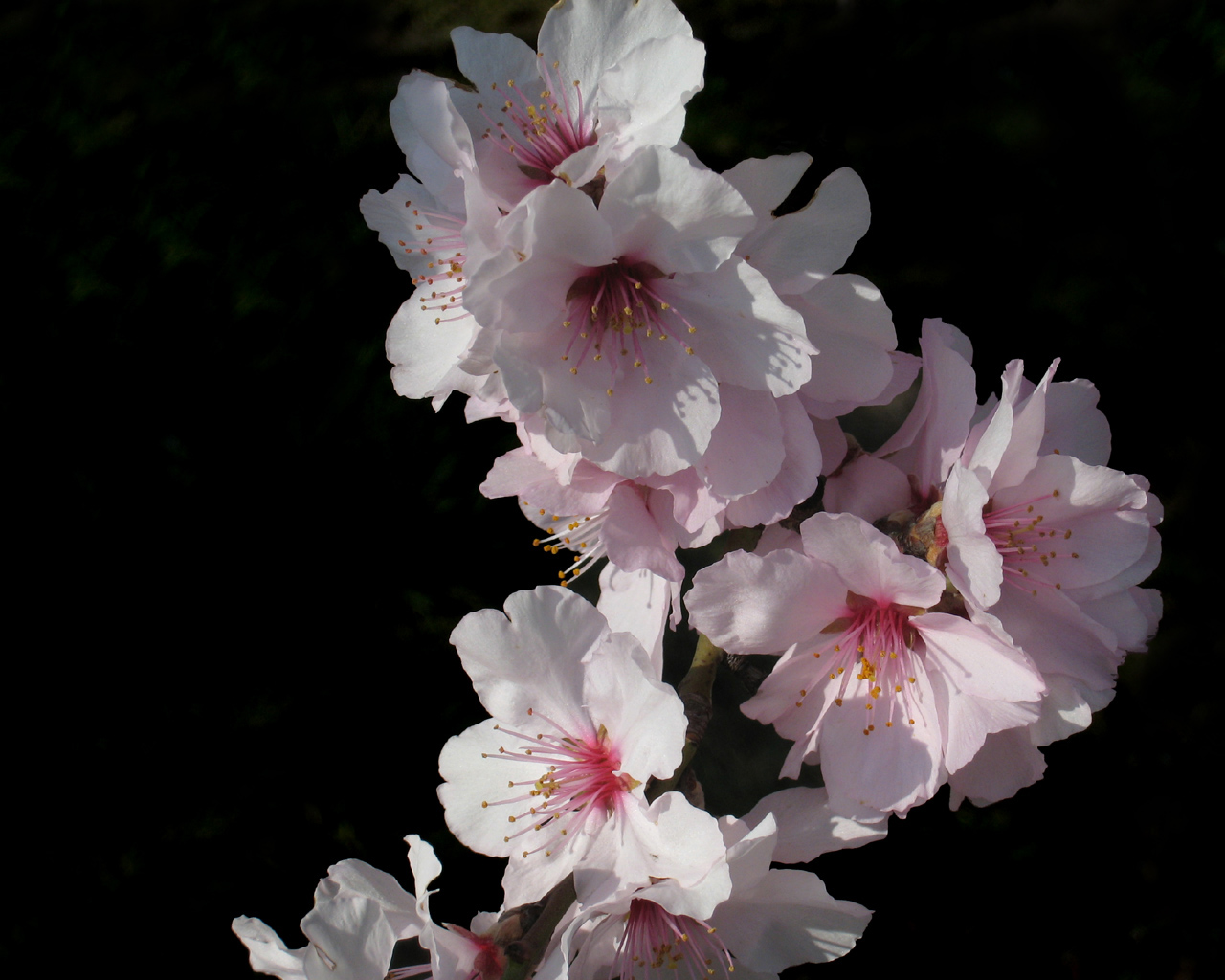
Mandelblüte in Rheinhessen Anfang März
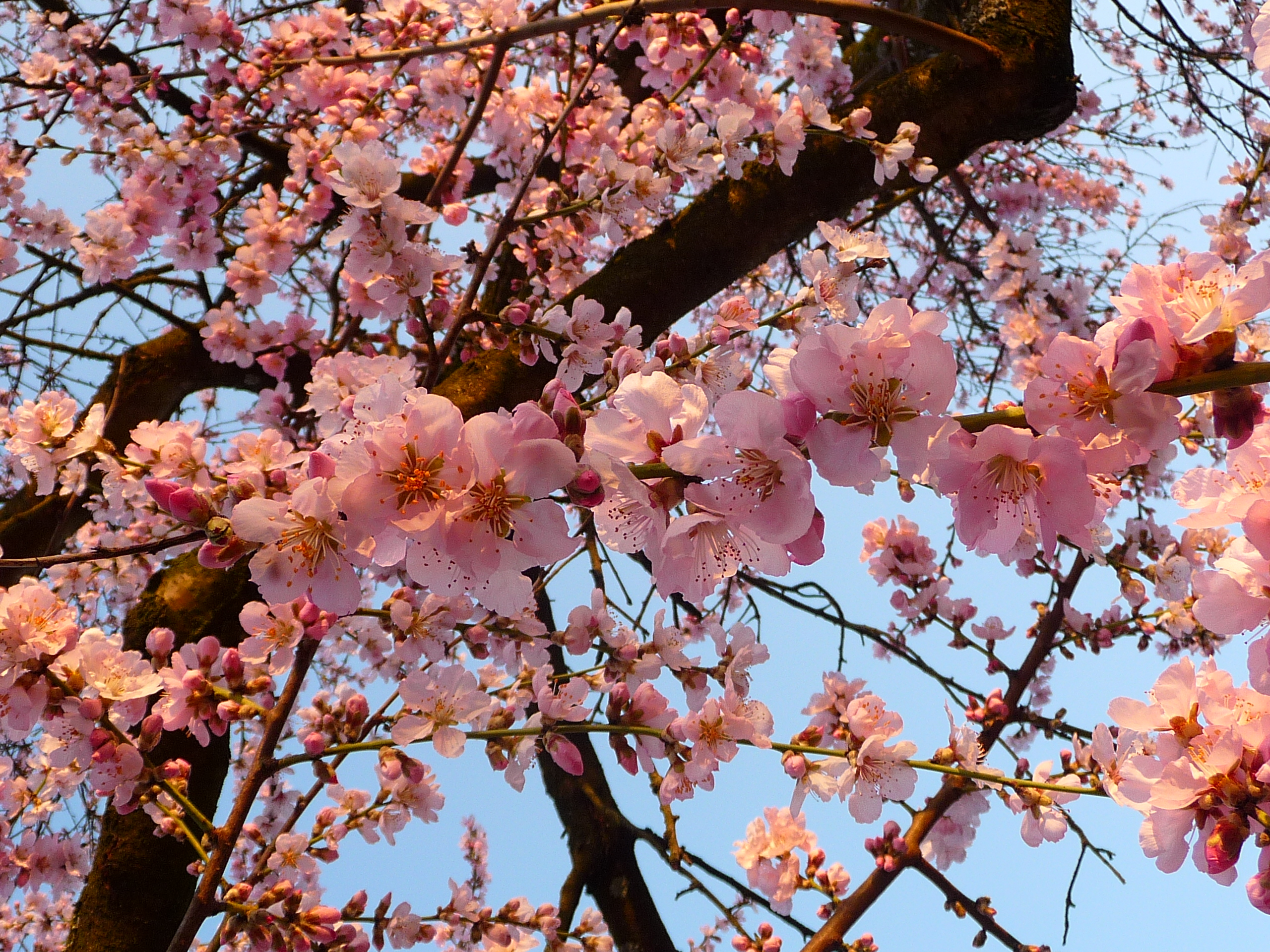
Mandelblüte Anfang April 2009
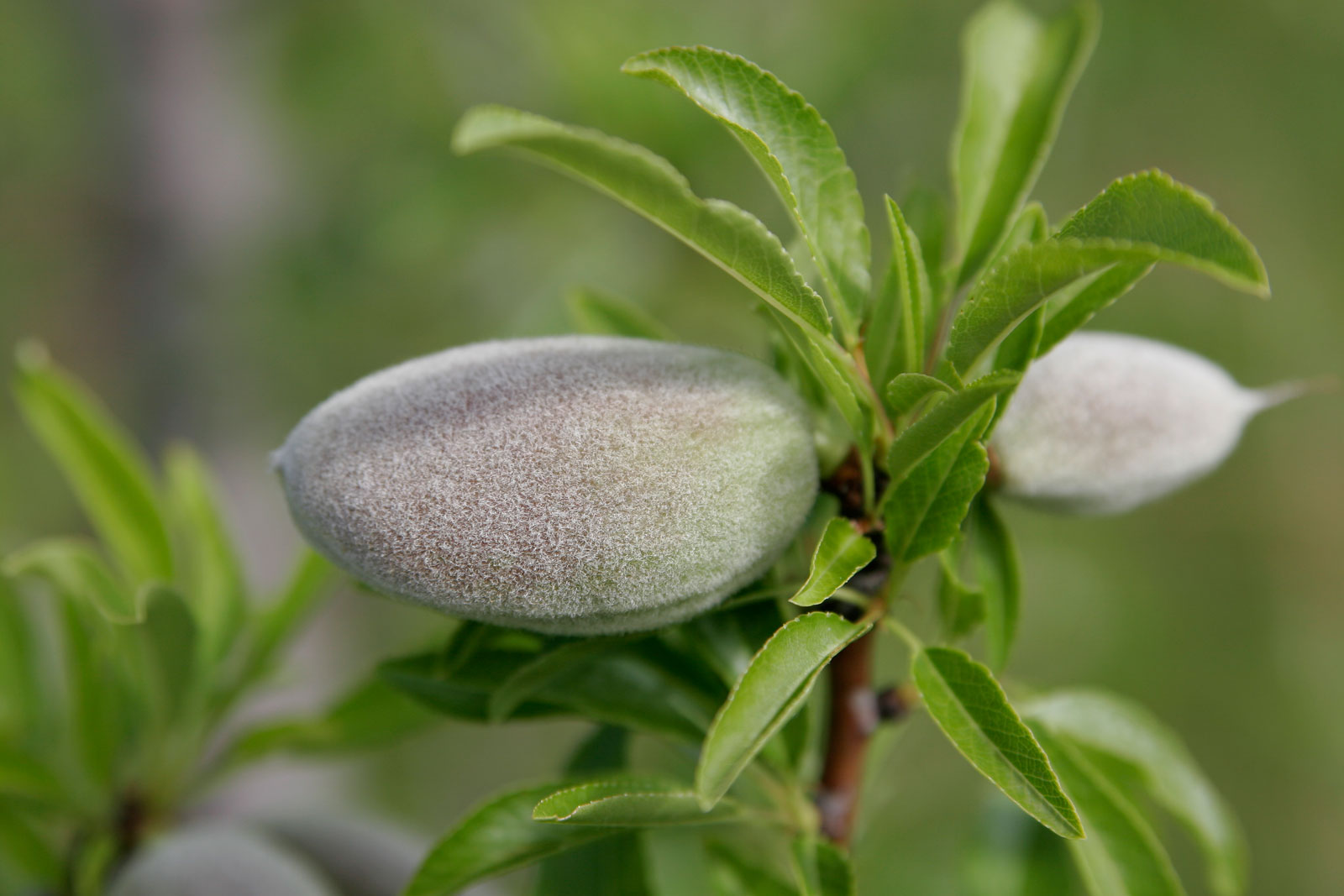
Unreife, grüne, graufilzige Mandelfrucht
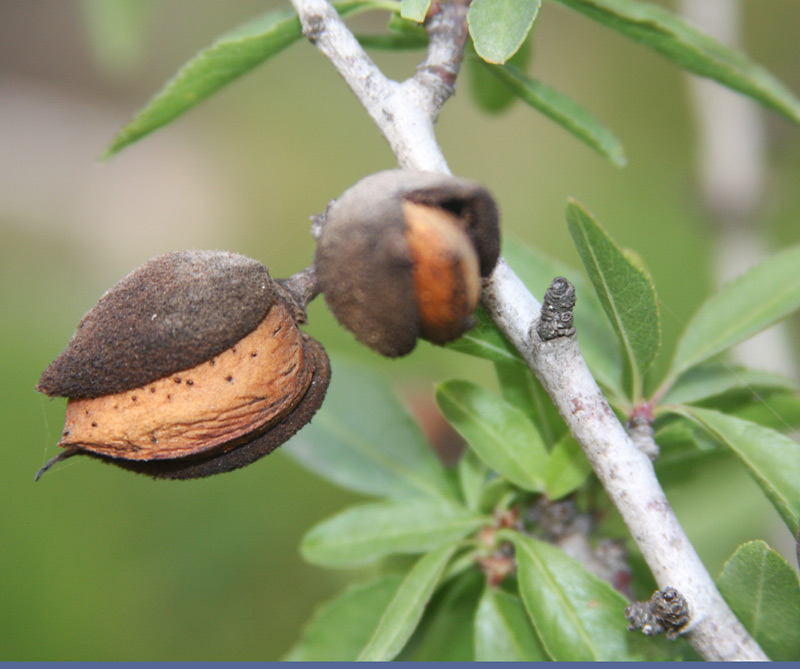
Reife aufgesprungene Mandelfrüchte

### Mandelmilch, Mandelcreme und Marzipan

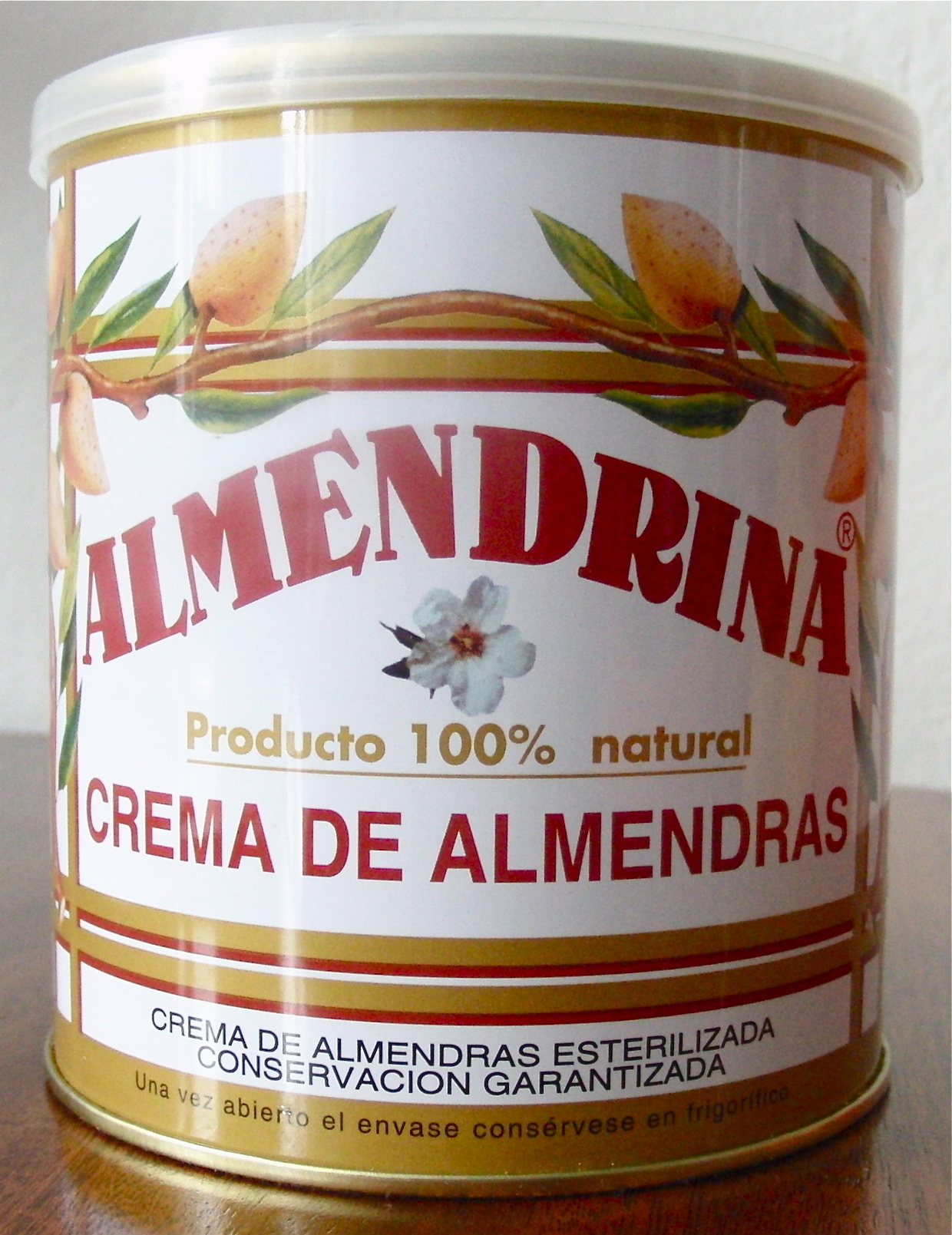
Mandelcreme für Nachtische, Eis etc.

Mandelmilch wird aus gemahlenen oder zerstoßenen süßen Mandeln durch Mischen mit Wasser und Zucker hergestellt. Mandelcreme wird nur aus Mandeln, Zucker und Wasser hergestellt und kann verdünnt als kaltes oder warmes Getränk zubereitet werden. Es wird auch für die Zubereitung von Nachtischen, Flan oder Eiscreme verwendet. Die spanische Mandelcreme, siehe Abbildung, besteht aus Mandeln, Glucose, anderen Zuckersorten und Wasser. Eine gleiche Herstellung führt unter Einsatz von Aromen (häufig Rosenwasser) zu Marzipan.

### Mandelöl
Unter dem Namen Mandelöl versteht man stets das sowohl in den süßen als auch das in den bitteren Mandeln enthaltene geruchlose feine fette Pflanzenöl. Das ätherische Mandelöl, das nur aus bitteren Mandeln gewonnen werden kann, heißt im Handel stets Bittermandelöl.

### Mandelmehl
Mandelmehl ist ein glutenfreies und kohlenhydratarmes Mehl. Bei der Herstellung von Mandelöl fällt ein Nebenprodukt ab, der sogenannte Presskuchen, aus dem wiederum das (teil-)entölte Mandelmehl hergestellt wird. Neben diesem entölten Mandelmehl gibt es auch nicht entöltes Mandelmehl, bei dessen Herstellung die Mandelkerne direkt verarbeitet werden. Entöltes Mandelmehl wird oft als Ersatz für Weizenmehl und für viele Low-Carb-Rezepte verwendet.

### Mandelmus
Mandelmus besteht ausschließlich aus gepressten Mandeln und enthält das gesamte Mandelöl sowie alle Ballaststoffe und Proteine der Mandel. Zur Kaltpressung wird ein Fleischwolf verwendet und das Ergebnis anschließend gemixt, um ein cremigeres Endprodukt zu erzielen. Dabei unterscheidet man das Mandelmus in zwei Sorten. Braunes Mandelmus besteht aus gerösteten Mandeln mit Haut, das Weiße ausschließlich aus blanchierten Mandelkernen. Der Anteil an Bittermandeln beträgt dabei nur 1–3 %, so bleibt der Geschmack eher mild und unterscheidet sich von dem deutlich intensiveren Marzipangeruch. In der veganen Ernährung findet Mandelmus immer häufiger Verwendung, um Milchprodukte zu ersetzen.

### April-Mandel

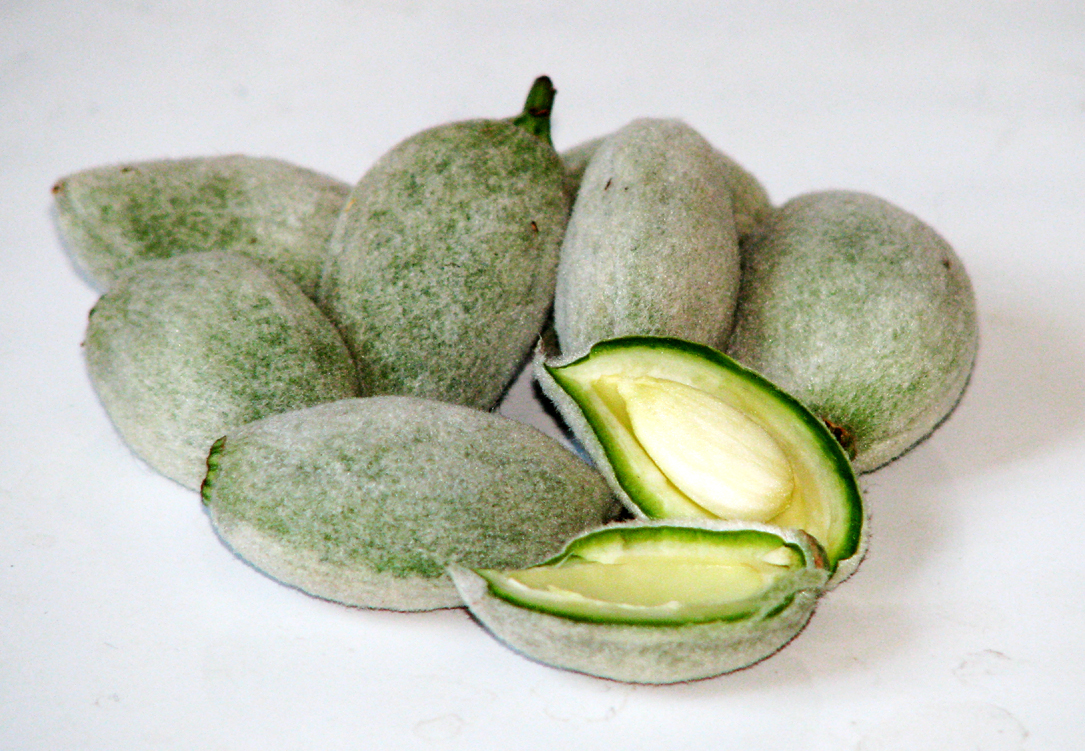
April-Mandeln

Im Mittelmeerraum werden die unreifen, grünen Mandeln gegessen. Sie werden mit Schale, roh oder gekocht wie Gemüse verwendet.

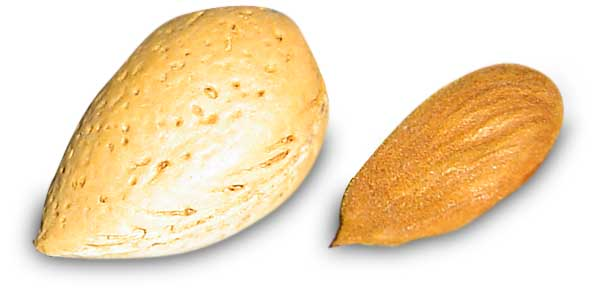
Mandel, mit und ohne Schale
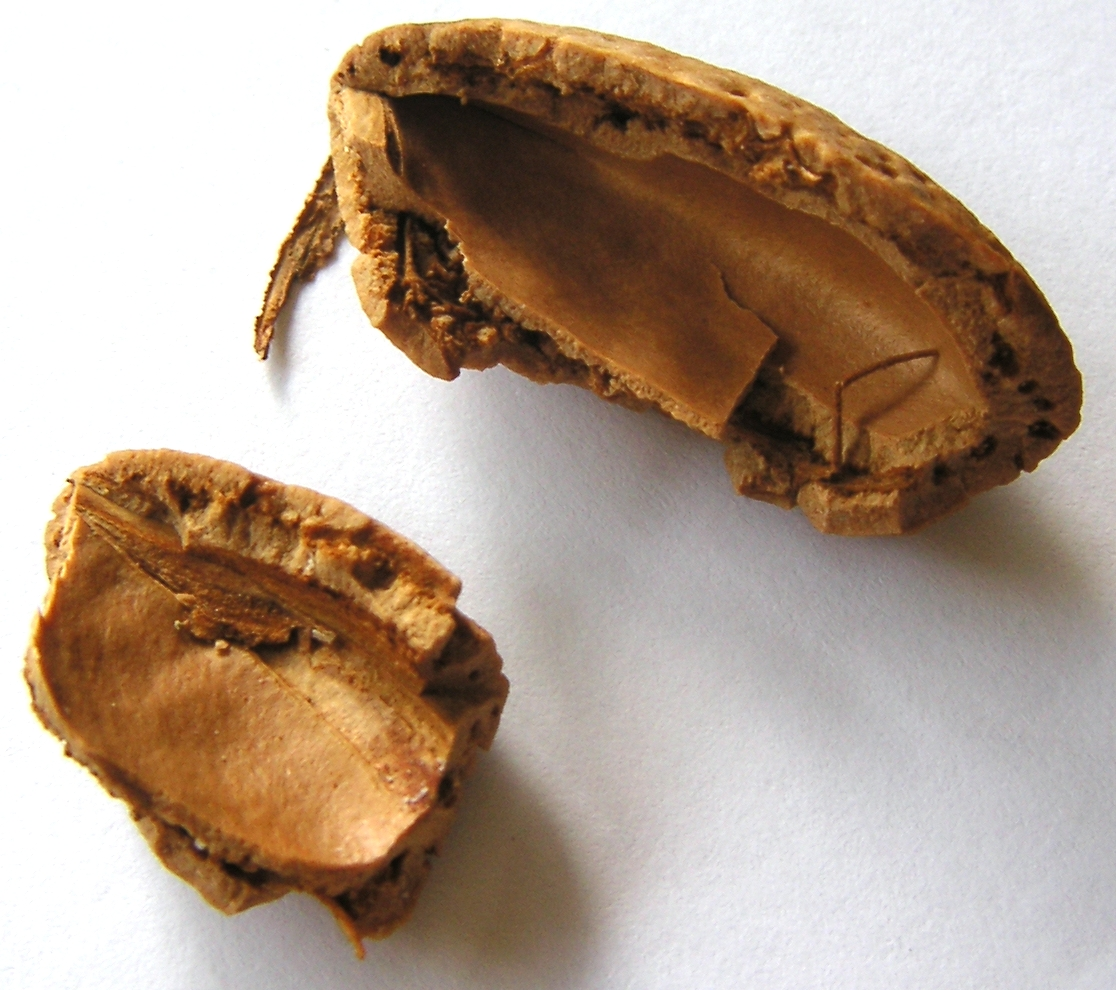
Geöffnete Schale einer Mandel
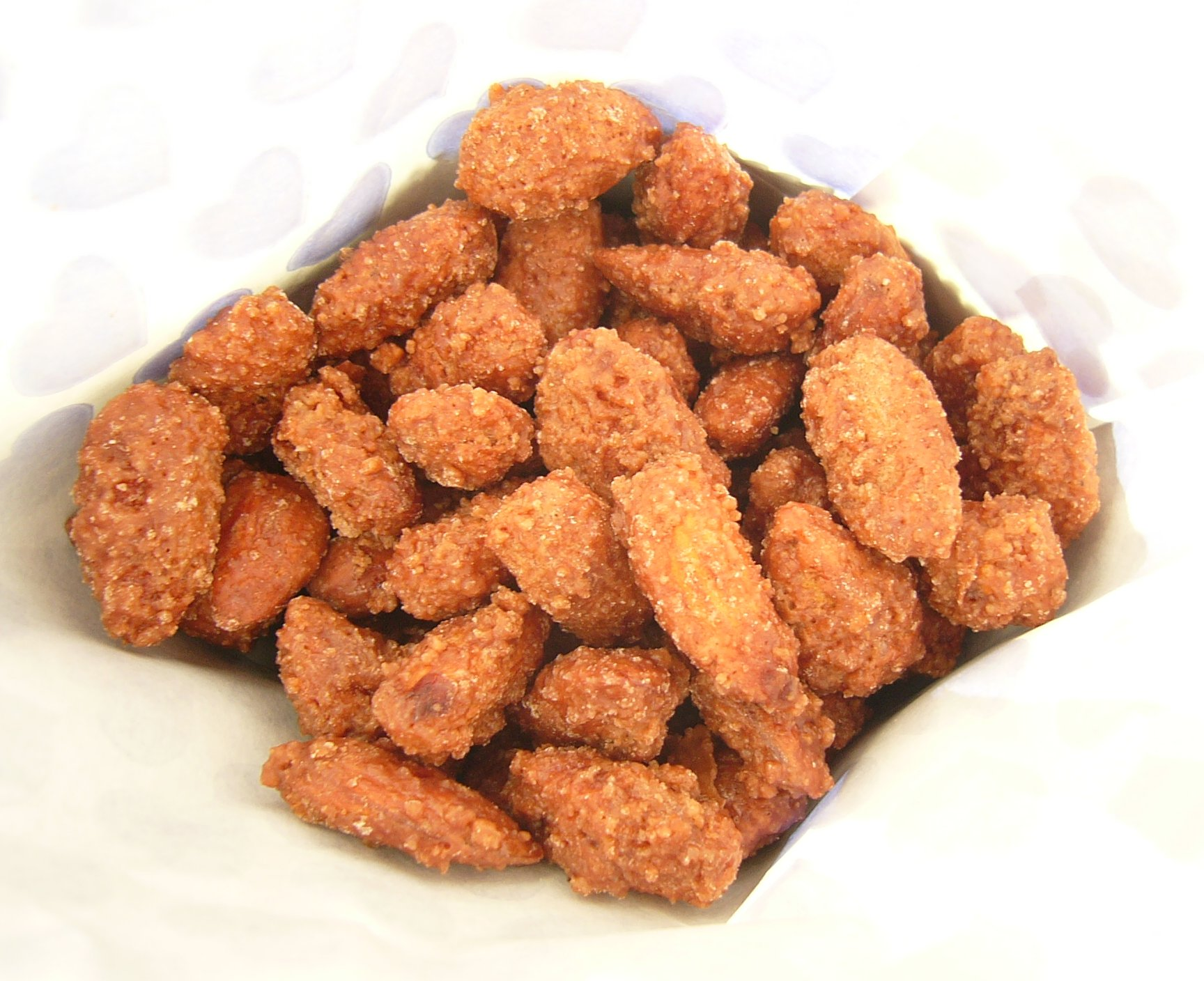
In Zucker gebrannte Mandeln
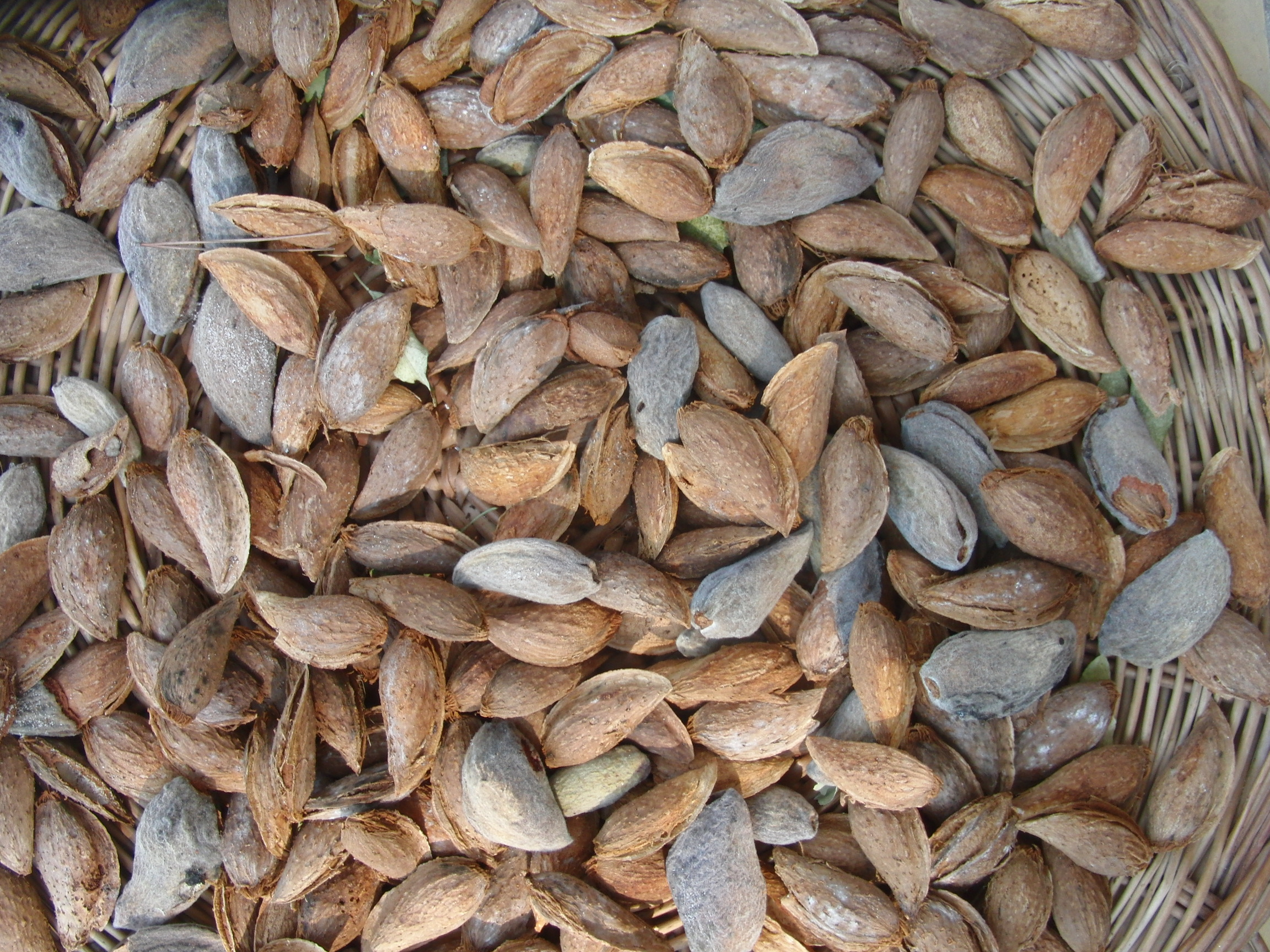
Reife Mandeln einer Sorte mit Schale (z. T. noch in Außenschale). Diese Mandelsorte lässt sich mit der Hand öffnen, da die Schale dünn und weich ist.
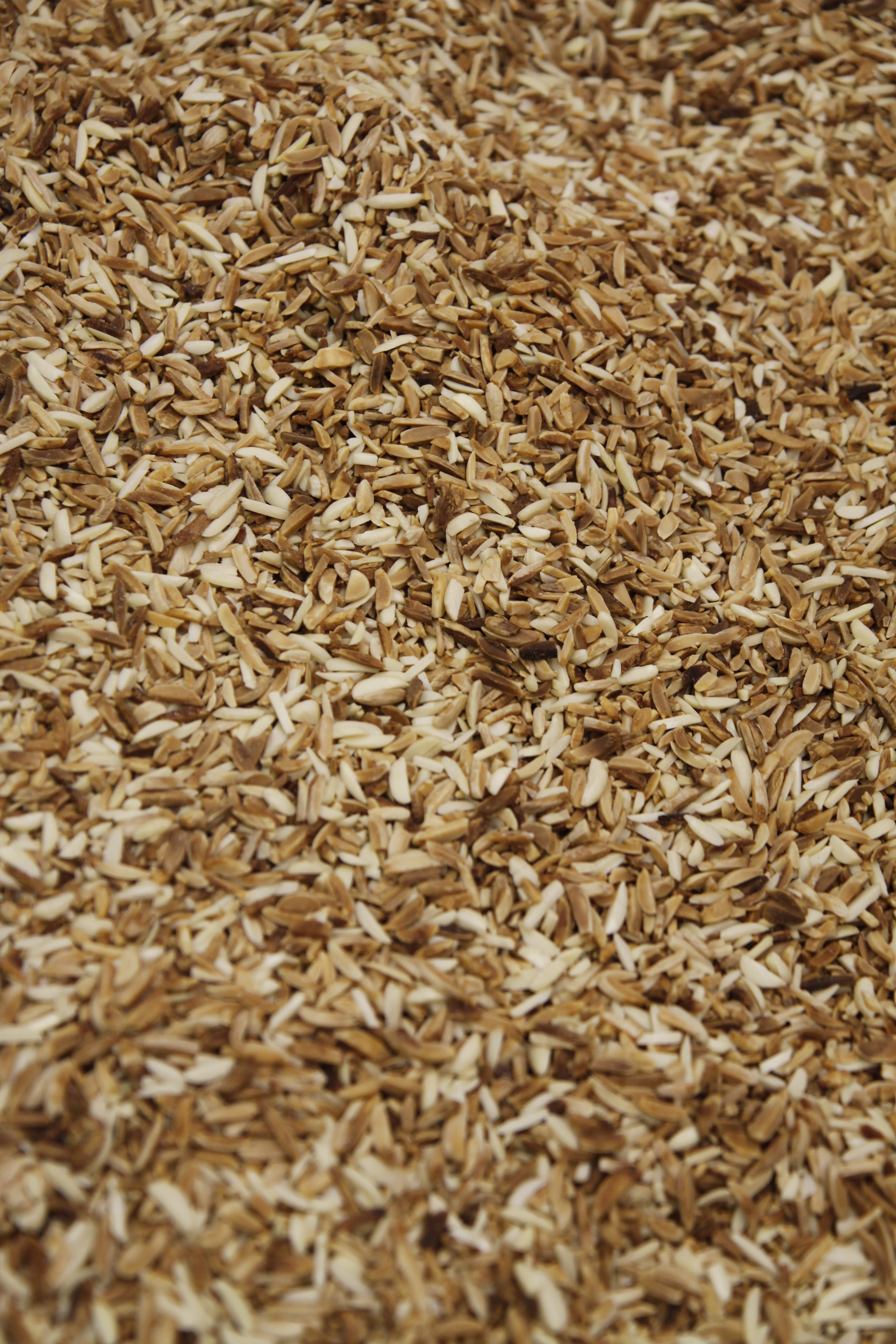
Mandelstäbchen, z. B. zur Produktion von Weihnachtsgebäck wie Printen

## Ernährungsphysiologie

### Nährwerte
Mandeln enthalten Mandelöl, Zucker sowie verschiedene Vitamine, Mineralstoffe und Fette. Der Gehalt an Calcium, Magnesium und Kalium ist höher als bei Nüssen.
| Brennwert                   | 2.408 kJ (575 kcal) | Eiweiß                          | 21,2 g   | Kohlenhydrate                    | 4,5 g    |
| Fett                        | 49,4 g              | Ballaststoffe                   | 12,2 g   | Wasser                           | 25,9 g   |
| gesättigte Fettsäuren       | 3,80 g              | einfach ungesättigte Fettsäuren | 31,55 g  | mehrfach ungesättigte Fettsäuren | 12,33 g  |
| Magnesium                   | 268 mg              | Calcium                         | 264 mg   | Eisen                            | 3,72 mg  |
| Kalium                      | 705 mg              | Zink                            | 3,08 mg  | Phosphor                         | 484 mg   |
| Pantothensäure (Vitamin B5) | 0,469 mg            | Pyridoxin (Vitamin B6)          | 0,143 mg | Folsäure (Vitamin B9)            | 50 µg    |
| Thiamin (Vitamin B1)        | 0,211 mg            | Riboflavin (Vitamin B2)         | 1,014 mg | Niacin (Vitamin B3)              | 3,385 mg |
| Vitamin C                   | 0 mg                | α-Tocopherol (Vitamin E)        | 26,22 mg | Phyllochinon (Vitamin K1)        | 0 µg     |

### Mandeln und Gesundheit
Epidemiologische Studien weisen darauf hin, dass ein regelmäßiger Nusskonsum (einschließlich Mandeln) im Rahmen einer gesunden und ausgewogenen Ernährung empfohlen werden kann, die Mortalität aufgrund von Herz-Kreislauf-Erkrankungen zu senken. Eine mit Mandeln angereicherte Ernährung erhöht das α-Tocopherol im Plasma und verbessert die Gefäßfunktion, beeinflusst aber nicht die Marker für oxidativen Stress oder die Lipidspiegel. Auch enthalten Mandeln einen erhöhten Anteil an Folsäure, die vor allem in der Schwangerschaft sehr wichtig ist; 100 g Mandeln decken 6,25 % des Tagesbedarfs an Folsäure einer Schwangeren.

## Gefährdung
Ebenso wie Feigen- und Olivenbäume sind auch Mandelbäume durch das aus Kalifornien stammende Feuerbakterium Xylella fastidiosa bedroht (siehe dazu auch Olivenbaumsterben).